# John Pegram
John Pegram (24 januari 1832 – 6 februari 1865) was een beroepsmilitair uit Virginia die het tot brigadegeneraal zou brengen voor de Zuidelijken tijdens de Amerikaanse Burgeroorlog. Hij was de eerste Zuidelijke officier die krijgsgevangen werd gemaakt. Hij zou op het einde van de oorlog sneuvelen bij Hatcher's Run.

## Eerste jaren en loopbaan
John Pegram werd in Petersburg, Virginia geboren als oudste zoon van James West Pegram en Virginia Johnson Pegram. Zijn ouders waren de derde generatie van plantagehouders. Zijn grootvader en naamgenoot John Pegram was generaal-majoor geweest tijdens de Oorlog van 1812. Zijn vader was naast plantagehouder ook brigadegeneraal in de lokale militie, advocaat en voorzitter van een bank in Richmond Virginia. Hij overleed in een stoombootongeluk in 1844. Zijn weduwe opende een meisjesschool om in de dagelijkse behoeften van haar gezin te voorzien. Zijn jongere broer, William Pegram, werd later artillerie-officier en zou in de Slag bij Five Forks sneuvelen.
John Pegram werd in 1850 toegelaten tot de United States Military Academy. Vier jaar later studeerde hij af als 10de van zijn jaar, waaronder ook de latere generaal J.E.B. Stuart zich bevond. Hij kreeg een benoeming als tweede luitenant bij de dragonders. Hij diende bij een reeks van buitenposten aan de westelijke grenzen. In januari 1857 werd hij aangesteld als assistent-instructeur bij de cavalerie verbonden aan de academie in West Point. Tussen 1858 en 1859 kreeg hij de toestemming om naar Europa te reizen om als waarnemer aanwezig te zijn tijdens de Tweede Italiaanse Onafhankelijkheidsoorlog. Bij zijn terugkomst werd hij naar een grenspost in het New Mexico-territorium gestuurd.

## DeAmerikaanse Burgeroorlog
Toen hem in mei 1861 het nieuws bereikte dat zijn thuisstaat Virginia zich had afgescheiden, nam hij ontslag uit het leger en keerde hij terug naar huis. In juli kreeg hij een benoeming als luitenant-kolonel. Hij kreeg het bevel over het 20th Virginia Infantry. Zijn regiment maakte deel uit van brigadegeneraal Robert S. Garnetts brigade die de Noordelijke eenheden onder George B. McClellan bestreden in westelijk Virginia. Toen hij in augustus tijdens de Slag bij Rich Mountain geïsoleerd raakte van Garnetts hoofdmacht, gaf hij zichzelf en zijn regiment over aan de Noordelijken. Hiermee werd Pegram de eerste Zuidelijke officier die krijgsgevangen werd gemaakt. Zijn soldaten werden vrijgelaten, maar hij verbleef gedurende zes maanden in Fortress Monroe.
In januari 1862 werd Pegram vrijgelaten in Baltimore. Hij kreeg de toestemming om naar Richmond af te reizen in afwachting van de gevangenenruil met een Noordelijke officier. Daar ontmoette hij Hetty Cary die al snel zijn verloofde werd. Na zijn officiële thuiskomst werd hij bevorderd tot kolonel. Hij diende zich bij generaal P.G.T. Beauregard te melden om dienst te doen al hoofd van de genie. Kort daarna voerde hij dezelfde functie uit bij Braxton Bragg. Al snel werd hij naar generaal-majoor Kirby Smith gestuurd om stafchef te worden tijdens de Kentuckyveldtocht.
In november 1862 werd hij tot brigadegeneraal bevorderd en kreeg hij het bevel over een cavaleriebrigade. Hij kreeg kritiek van zijn superieuren omdat hij te weinig verkenningen zou uitgevoerd hebben over de vijandelijke bewegingen naar aanloop van de Slag bij Stones River in december van hetzelfde jaar. In maart 1863 voerde hij een raid in Kentucky aan waar hij al snel verslagen werd tijdens de Slag bij Somerset. Hij bleef wel in functie en kreeg het bevel om zich naar het Army of Northern Virginia te begeven in oktober. Voor hij vertrok nam hij samen met zijn eenheid nog deel aan de Slag bij Chickamauga.
Eenmaal aangekomen bij het Army of Northern Virginia kreeg hij het bevel over een infanteriebrigade van veteranen in de divisie van Jubal A. Early. In mei 1864 raakte hij gewond tijden de Slag in de Wildernis en werd naar huis gestuurd om te genezen. In de herfst keerde hij terug in actieve dienst en diende met onderscheiding als divisiecommandant in de Veldtochten in de Shenandoahvallei van 1864 onder Early. Na de desastreuze Slag bij Cedar Creek keerden de overlevenden, waaronder Pegram, terug naar het Army of Northern Virginia waar ze in de loopgraven vochten tijdens de Richmond-Petersburgveldtocht.
Op 19 januari 1865 huwde Pegram met Hetty Cary in St. Paul’s Church in Richmond, Virginia. Onder de gasten bevonden zich president Jefferson Davis en zijn echtgenote Varina Howell. Net geen drie weken later sneuvelde Pegram tijdens de Slag bij Hatcher's Run. Zijn begrafenis vond plaats in dezelfde kerk waar de meesten van de gasten opnieuw aanwezig waren. Hij werd bijgezet in de Hollywood Cemetery in Richmond.